# Serra de' Conti
Serra de' Conti is een gemeente in de Italiaanse provincie Ancona (regio Marche) en telt 3724 inwoners (31-08-2019). De oppervlakte bedraagt 24,5 km², de bevolkingsdichtheid is 146 inwoners per km².

## Demografie
Serra de' Conti telt ongeveer 1356 huishoudens. Het aantal inwoners steeg in de periode 1991-2001 met 4,6% volgens cijfers uit de tienjaarlijkse volkstellingen van ISTAT.
| Jaar | Inwoneraantal |
| ---- | ------------- |
| 1991 | 3312          |
| 2001 | 3464          |

## Geografie
Serra de' Conti grenst aan de volgende gemeenten: Arcevia, Barbara.